# Белый аист (бренди)
Белый аист (рум. Barza Albă; также Belii aist) — марка молдавского ординарного дивина (бренди; на территории стран СНГ часто распространяется под неправильным названием «коньяк»). Содержание спиртов — 40 %. В настоящее время производится фабрикой «Барза Албэ» (Barza Albă) в Бельцах, «Арома» (Aroma) в Кишинёве и «КВИНТ» (KVINT) в Тирасполе.

## История
Название «Белый аист» связано с легендой о спасении защитников осаждённой молдавской крепости от голодной смерти стаей белых аистов, принесших им виноградные грозди в клювах. Белый аист является символом молдавского виноградарства и виноделия.
Марка «Белый аист» производится с 1978 года. В этом году решением Минпищепрома СССР каждой из союзных республик было предписано разработать и начать производство фирменного республиканского ординарного коньяка, во избежание путаницы между трёх-, четырёх- и пятизвёздочными коньяками, выпускаемыми в Грузии, Армении, Молдавии и других республиках. В Молдавии разработка республиканского ординарного коньяка была поручена отделу технологии коньячного производства Технологическо-конструкторского института НПО «Яловень». Первые партии были изготовлены в Бельцах под руководством директора Бельцкого винно-коньячного комбината Александра Михайловича Спиридонова, промышленный выпуск налажен в 1979 году. Белый аист производили также в Тирасполе, Калараше и Кишинёве.

## Характеристики и репутация
Процесс производства включает выдерживание винных дистиллятов в дубовых бочках в течение не менее трёх лет. Технологическая инструкция уточнялась в 1979 и 1988 году. «Белый аист» характеризуется янтарным цветом, ванильным ароматом, мягким вкусом и цветочным послевкусием (пятилетняя выдержка). Согласно сайту фабрики «Barza Albă», «Белый аист» является самой популярной маркой в своём классе алкогольных напитков на территории России и СНГ.
Марка неоднократно удостаивалась наград международных конкурсов:
- Ялта, 1998 — серебряная медаль
- Кишинёв, «VinMoldova», 2000 — серебряная медаль
- Санкт-Петербург, «Interdrink 2000» — золотая и серебряная медаль
- Москва, международный профессиональный конкурс вин, 2000 — золотая медаль.

Популярность марки «Белый аист» привела к производству контрафактных бренди под этим названием. В числе производителей контрафактного бренди входили ООД «Винарна Поломье» (Болгария) и ООО «Винконцерн» (Украина). В России по просьбе местного производителя, ООО «Альтаир», молдавский патент на бренд был аннулирован после того, как в результате импортного скандала 2006 года марка на территории России долгое время не использовалась. В самой Молдавии после того, как в 2000 году были аннулированы эксклюзивные права Бельцкого комбината на марку, «Белый аист» выпускали кишинёвское объединение «Арома», Каларашский винный завод, «Винэрия-Бардар» и тираспольский винно-коньячный завод KVINT.